# Tacchi a spillo (programma televisivo)
Tacchi a spillo è stato un programma televisivo italiano di intrattenimento, andato in onda in prima serata su Italia 1 dal 2 al 23 ottobre 2001, per 4 puntate, con la conduzione di Claudio Lippi e Michelle Hunziker.

## Il programma
La trasmissione, voluta da Stefano Magnaghi, in quel periodo direttore della rete, consisteva in una gara tra otto drag queen in prove di canto, ballo e recitazione. L'obiettivo finale era quello di proclamare uno degli otto uomini en travesti con il titolo di "Lady tacco a spillo", assegnandogli 100 milioni di lire al termine di una finalissima, che tuttavia non fu disputata poiché la trasmissione venne sospesa dopo la terza puntata a fronte delle sei previste.
Le prove erano valutate da cinque giudici vip, tra i quali spiccavano le note drag queen RuPaul e Frank Marino. Prima di ciascuna esibizione, inoltre, il concorrente in gara veniva presentato al pubblico da una voce fuori campo che elencava quindi i dati anagrafici, la professione e altri dettagli fisici come il peso, l'altezza e il girovita, nonché il nome d'arte.

### Accoglienza del pubblico e della critica
La trasmissione, a causa del tema trattato, suscitò aspre critiche. Esse vennero mosse non solo da parte del Codacons, ma, in particolar modo, dal vicepresidente della Consulta per l'informazione di Alleanza Nazionale, Michele Bonatesta, in quel periodo anche membro della Commissione di Vigilanza della Rai, il quale innescò una polemica che portò la trasmissione alla chiusura anticipata, causata anche dai bassi risultati d'ascolto ottenuti.

## Eredità
A una distanza di vent'anni, un nuovo programma simile a Tacchi a spillo, Drag Race Italia, viene trasmesso dal 2021 in streaming prima su Discovery+ e successivamente su Paramount+.